# Eudarcia brachyptera
Eudarcia brachyptera är en fjärilsart som beskrevs av Passerin 1974. Eudarcia brachyptera ingår i släktet Eudarcia och familjen äkta malar.
Artens utbredningsområde är Italien. Inga underarter finns listade i Catalogue of Life.